# Джангрунгруанкит, Танаторн
Танаторн Джангрунгруанкит (тайск. ธนาธร จึงรุ่งเรืองกิจ; род. 25 ноября 1978, Бангкок, Таиланд) — таиландский бизнесмен и политический деятель, лидер «Прогрессивного движения» (с 2020 года), бывший председатель ликвидированной «Партии будущего» (2018—2020). С 2002 по начало 2018 года был вице-президентом Thai Summit Group, крупнейшего в Таиланде производителя автозапчастей.
Танаторн стал сооснователем «Партии будущего» в марте 2018 года. Он был единогласно избран лидером партии во время её первого публичного собрания в мае 2018 года.

## Биография

### Ранняя жизнь и семья
Танаторн родился и вырос в Бангкоке в китайской семье Теочоу, он был вторым ребёнком из пяти. Его мать, Сомпорн Джангрунгруанкит, в настоящее время является президентом и главным исполнительным директором кампании Thai Summit Group, которая перешла в её владение после смерти отца Танаторна Паттаны Джангрунгруанкит в 2002 году. Паттана основала Thai Summit Group в 1977 году. Семья Джангрунгруанкит также владеет большим пакетом акций тайского медиа-конгломерата Matichon Publishing Group.
Начав свою политическую карьеру, Танатор ушёл из совета директоров Matichon и Thai Summit Group. Его мать, Сомпорн, также продала все свои акции Matichon.
Дядя Танаторна, Сурия Джангрунгруанкит, политик, занимавший пост министра транспорта Таиланда в период с 2002 по 2005 год. Сурия — один из лидеров партии Паланг Прачарат, наиболее известной партии сторонников хунты и главной партии в правительственной коалиции.

### Образование
Танаторн учился в школе Триам Удом Сукса в Бангкоке. После окончания средней школы Танаторн получил диплом с отличием бакалавра инженерных наук в области машиностроения в Университете Таммасат и Ноттингемском университете. За это время он стал президентом Союза студентов университета Таммасат в 1999 году, а позже был назначен заместителем генерального секретаря Федерации студентов Таиланда. Позже он продолжил проявлять интерес к социальным и экономическим вопросам и получил три степени магистра: одну в области политической экономии в Университете Чулалонгкорна, одну в рамках совместной программы по глобальным финансам в Школе бизнеса Стерна, Нью-Йоркского университета и Гонконгском университете науки и технологий, а также по международному коммерческому праву в Университете Санкт-Галлена.
Во время учёбы Танаторн был связан с различными благотворительными организациями и неправительственными организациями, призывающими к социальным и экономическим реформам в Таиланде, включая «Друзья народа» и «Ассамблея бедных». В это время Танаторн проводил кампанию за компенсационные права жителей деревни, пострадавших от плотины Пак Мун в провинции Убонратчатхани.
Его семья выразила обеспокоенность по поводу деятельности студенческого движения Танаторна. В нескольких интервью раскрывается, что Танаторн находится в конфликте со своим дядей Сурией Джангрунгруанкитом в основном из-за их разногласий относительно проекта газовой трансмагистрали между Таиландом и Малайзией. Танаторн считает, что строительство этой плотины стало примером отсутствия подотчётности правительства и кумовского капитализма, достигшего пика во время экономического кризиса 1997 года.

### Бизнес-карьера
После завершения учёбы Танаторн решил продолжить карьеру в Организации Объединённых Наций, где ему предложили должность сотрудника ООН по развитию в Алжире. Танаторн был вынужден отказаться от своих планов, когда у его отца, Паттаны Джангрунгруанкита, диагностировали рак. После смерти отца в 2002 году Танаторн вернулся в Таиланд и в возрасте 23 лет принял руководство над Thai Summit Group.
Под руководством Танаторна выручка компании выросла с 16 миллиардов бат в 2001 году до 80 миллиардов бат в 2017 году. Танаторн руководил преобразованием компании в глобальный конгломерат с производственными предприятиями в семи странах и более чем 16 000 сотрудниками по всему миру.
В 2005 году Танаторн заключил сделку с американским автопроизводителем Tesla на поставку 500 000 автомобилей в год. Сделка была отмечена как «новый рекорд» для Thai Summit Group с общим объёмом продаж 7,9 млрд бат и прибылью 5,98 млрд бат. Благодаря сделке Thai Summit Group открыла заводы в США. В 2009 году Танаторн привёл компанию к приобретению крупнейшего в мире производителя пресс-форм — японской компании Ogihara.
Танаторн занимал пост президента отделения в Накхоннайокской Федерации тайской промышленности два раза подряд, с 2008 по 2012 год. Он также был самым молодым избранным генеральным секретарём Тайской ассоциации производителей автозапчастей, работавшей с 2007 по 2010 год. Танаторн также был членом Совета по развитию промышленных кластеров Национального агентства по развитию науки и технологий Таиланда.
В мае 2018 года, проработав 17 лет в качестве исполнительного вице-президента Thai Summit Group, Танаторн ушёл в отставку с этой должности после того, как был избран лидером «Партии будущего».

### Политическая деятельность

Танаторн на партийном митинге в 2019 году

15 марта 2018 года Танаторн и Пиябутр Саенгканоккул, бывший профессор конституционного права в Университете Таммасат, вместе с группой единомышленников подали заявку на создание новой политической партии «Партия будущего». Танаторн был единогласно избран лидером партии на первом публичном собрании партии в мае 2018 года.
С момента основания партии Танаторн отстаивал своё видение партии: возвращение гражданского правительства и демилитаризация тайской политики, большая политическая подотчётность, более справедливое распределение богатства, система социального обеспечения, способствующая развитию человеческого достоинства и большая децентрализации власти.
Чтобы гарантировать независимость и прозрачность «Партии будущего», была разработана структура финансирования, полностью полагающаяся на пожертвования членов и сторонников партии. Цель «Партии будущего» — собрать 350 миллионов батов от членов партии и общественности для продолжения своей кампании на всеобщих выборах 2019 года.
Из-за его делового опыта, относительной молодости и политических взглядов международные СМИ сравнивали Танаторна с президентом Франции Эммануэлем Макроном и премьер-министром Канады Джастином Трюдо.
Танаторн иногда упоминается тайскими СМИ как «миллиардер-простолюдин», представляющий борьбу за изменение системы социальных классов в Таиланде. Его молодые сторонницы также в шутку называют его «папочкой».
Танаторн и два других высокопоставленных члена партии, Джаруван Саранкейт и Клайконг Вайдхьякарн, были обвинены полицией в компьютерных преступлениях после того, как член Национального совета для мира и порядка подал против них обвинение в передаче ложной информации или информации, которая наносит ущерб стабильности страны в связи с прямой трансляцией в Facebook 29 июня 2018 года.
Этим трём политикам было предписано встретиться со следователями в Отделе по борьбе с технологическими преступлениями 24 августа 2018 года, чтобы заслушать обвинения против них. Через своего адвоката они попросили перенести дату на 17 сентября 2018 года, заявив, что приказ поступил в кратчайшие сроки, и они уже были заняты по своему запланированному графику. Танаторн явился 31 июля 2018 года в качестве свидетеля.
Танаторн был среди депутатов, избранных в результате выборов 2019 года. Месяц спустя Избирательная комиссия обвинила его во владении акциями медиакомпании V-Luck Media, когда он зарегистрировался в качестве кандидата в депутаты, что нарушило бы избирательное законодательство и дисквалифицировало его как депутата. Танаторн отверг эти обвинения, заявив, что все его акции были переданы за месяц до его регистрации. 23 мая 2019 года, за день до открытия нового парламента, Конституционный суд единогласно проголосовал за то, чтобы принять дело, поданное Избирательной комиссией против Танаторна, и проголосовал 8 против 1 за приостановление статуса Танаторна в качестве депутата до вынесения решения. Ему было разрешено присутствовать на церемонии открытия, чтобы принести присягу в новоизбранном парламенте. Танаторн был выдвинут на пост премьер-министра коалицией партий, выступающих против хунты, но проиграл действующему премьер-министру и лидеру государственного переворота Прают Чан-Оче. 20 ноября Конституционный суд признал Танаторна виновным, лишив его статуса депутата.
В своём обязательном раскрытии активов Национальной комиссии по борьбе с коррупцией (NACC) Танаторн сообщил об активах в размере 5,6 млрд бат, что сделало его самым богатым членом парламента Таиланда.

## Личная жизнь
Танаторн женат на Равифан Даенгтхонгди. У них четверо детей.
Возмущённый переворотом 2006 года, Танаторн дал своему сыну прозвище Демо, что с греческого языка корня демос («демократия»).
В свободное время Танаторн любит заниматься активным отдыхом на свежем воздухе, включая пешие прогулки, треккинг, скалолазание, марафоны, каякинг, велосипедные прогулки, дайвинг и альпинизм. Он принимал участие в различных соревнованиях по экстремальным видам спорта, в том числе Tor Des Géants и Sahara Marathon. Танаторн был первым азиатом, завершившим самоподдерживающуюся пешую гонку на 560 км за Полярным кругом.
В интервью о своём стиле и уходе Танаторн рассказал, что он не использует какие-либо средства для лица или волос и не использует мыло или шампунь во время душа. Он также рассказал, что носит обычные белые рубашки и плиссированные брюки цвета хаки в качестве повседневной одежды. Единственное, что он вкладывает в свой гардероб, — это его одежда для скалолазания и бега на открытом воздухе.
Отвечая на вопрос о своей «медийной диете», Танаторн рассказал, что читает зарубежные газеты, такие как The New York Times, The Economist, Financial Times, и тайские газеты, такие как Matichon и Krungthep Turakij (Bangkok Business). Он большой поклонник киберспорта и таких игр, как Minecraft и Arena of Valor, которые он называет одним из инструментов, которые он использует для общения со своими детьми.